# Elvstrøm Sails
Elvstrøm Sails er én af verdens førende producenter af sejl. Elvstrøm Sails blev grundlagt af Paul Elvstrøm i 1954.
På den tid havde Paul Elvstrøm allerede havde opfundet, udviklet og skabt en række produkter til joller og kapsejlads i 40'erne og 50'erne. 
Det blev i 1954 til Elvstrøm Dinghy Sails, som blev grundlaget for det, der i dag er Elvstrøm Sails. Elvstrøm startede virksomheden i sin egen kælder, men det voksede hurtigt ud af rammerne og blev til en egentlig fabrik.
Elvstrøm Sails i dag er en førende producent og designer af sejl til sejlbåde - og både til cruising og til kapsejlads. Virksomheden har i dag base i Aabenraa, og har derudover datterselskaber i Frankrig og Storbritannien. 
1. ↑  Creagh-Osborne, Richard (1987). Paul Elvstrøm Fortæller (in Danish) (1st ed.). Cervus. ISBN 87-89003-06-3.
2. ↑  https://minbaad.dk/nyhed/archive/2016/08/december/article/elvstroems-kreativitet-gjorde-ham-til-vinder/
3. ↑  https://elvstromsails.com/about-us/history/
4. ↑  https://elvstromsails.com/da/om-os/historie/